# Фратрія
Фратрія (грец. φ(ρ)ατρία — братство) — форма соціальної організації (проміжна між родом та філою) в Афінах та інших державах Стародавньої Греції. Члени фратрії, як правило, мали спільні органи самоврядування та культ.
Термін «фратрія» введений Л. Г. Морганом, який виявив подібну організацію у північно-американських індіанців. Звідси ширше визначення фратрії — це екзогамна (кровоспоріднена) група родів, що вступає в шлюбні відносини з ін. фратріями. Дуальна організація кількох фратрій становила плем'я.
Головною функцією дуально-фратріальної організації було регулювання шлюбних відносин. На пізніх етапах розвитку поділ на фратрії необов'язково був дуальним, існували трифратріальні племена. Пізня фратрія могла бути не екзогамною.